# 臺中市立臺中女子高級中等學校
臺中市立臺中女子高級中等學校，簡稱臺中女中，創立於1919年，是位於中華民國臺中市的一所普通型高級中等學校，是臺中市的兩所女子中學之一。

## 校史

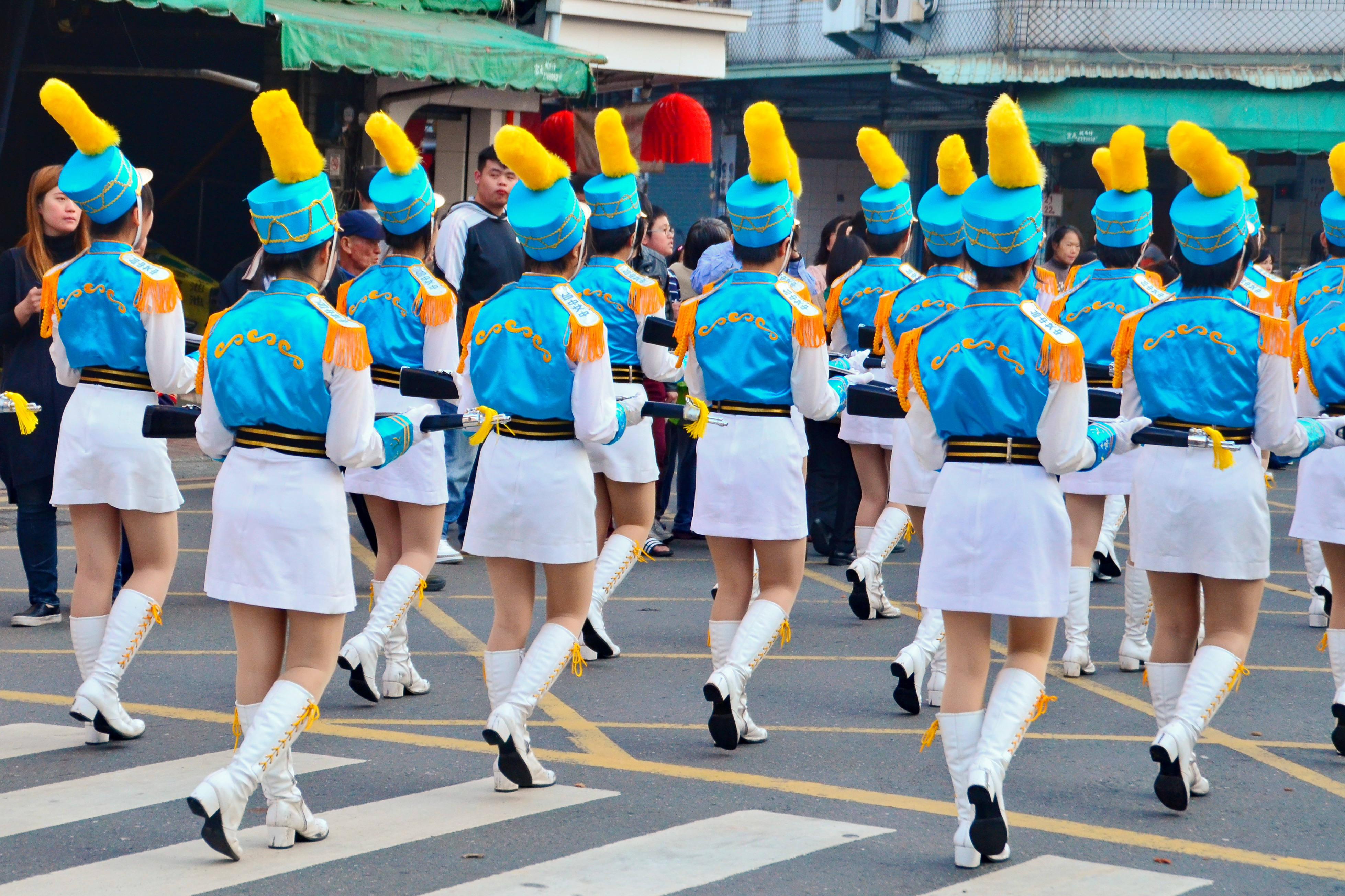
中女中的樂旗隊和儀隊於2014年第23屆嘉義市國際管樂節的踩街嘉年華演出

- 1919年04月01日創校，初名「公立臺中高等女學校」，為二年制。
- 1921年，改稱「臺中州立臺中高等女學校」，為四年制。
- 1941年，因新設臺中州立臺中第二高等女學校，改稱「臺中州立臺中第一高等女學校」。
- 1945年中華民國政府接收臺灣，更名為「臺灣省立臺中第一高等女學校」，1945年12月12日校長 余麗華女士坐火車抵達台中，當時多位仕紳特別到后里火車站與她一同搭車到台中，當天多位台籍學生由樂隊帶領，遊行到市區，進到學校，舉行開學典禮，也因此訂定這天為台中女中校慶。
- 1947年12月，更名為「臺灣省立臺中女子中學」，為三三制之完全女子中學。
- 1953年，為了躲避空襲將制服的白上衣改為綠上衣。
- 1955年，成立台中女中樂隊（Marching Band）。
- 1963年，成立台中女中儀隊（Honor Guard）
- 1968年，實施省辦高中，縣市辦初中政策，接收當時市一中與市二中的高中部女學生，並配合九年國民教育政策停辦初中部，改制為「臺灣省立臺中女子高級中學」。
- 2000年2月1日，配合精省政策，改隸屬教育部而更名為「國立臺中女子高級中學」[1]。
- 2015年6月14日與臺中一中、臺中二中、文華高中及興大附中等五校簽訂Taichung Big 5策略聯盟合約，規劃合作開發課程、跨校選課或共同開課。[2][3]
- 2017年1月1日，改隸屬臺中市教育局而更名為「臺中市立臺中女子高級中等學校」。

## 學生運動
- 2015年10月，部分學生為抵制不可穿短褲進校門的禁令而發起「短褲運動」。[4]
- 2018年11月30日，部分學生串連社團及民間團體為了鼓勵因11月24日同婚公投結果而悲傷的同儕，發起「挺同大合唱」[5][6]。
- 2018年12月14日校慶日，為抗議校方的拆除圍牆決定，部分學生發起「關鍵中女-守護圍牆，杜絕黑箱」活動[7]。
- 2019年年初，九百多位學生連署反對校長連任（多數為高三學生）、校內老師投票結果也是反對校長連任為多數（82/108位）。5月20日，學生聚眾在穿堂舉牌抗議，發起向校長遴選會議的最後反抗。[8]5月24日校長遴選出爐，時任校長呂培川連任失敗，成為臺中女中首位連任失敗的校長[9]。

## 歷任校長

### 日治時期
- 二股卓爾
- 塩谷伴造
- 清水善次郎
- 篠崎正
- 岡崎義雄
- 吉中吾郎一
- 飯坂勇藏

### 民國時期
1. 余麗華[10]
2. 羅孟平
3. 沈雅利
4. 何珍淑
5. 王澤林
6. 石宛珠：1987年8月－1991年8月1日
7. 葉麗君（現為曉明女中副校長）
8. 廖福榮（前立法委員廖福本弟弟）
9. 楊寶琴
10. 戴旭璋：2010年－2015年7月31日
11. 呂培川：2015年8月1日－2019年7月31日

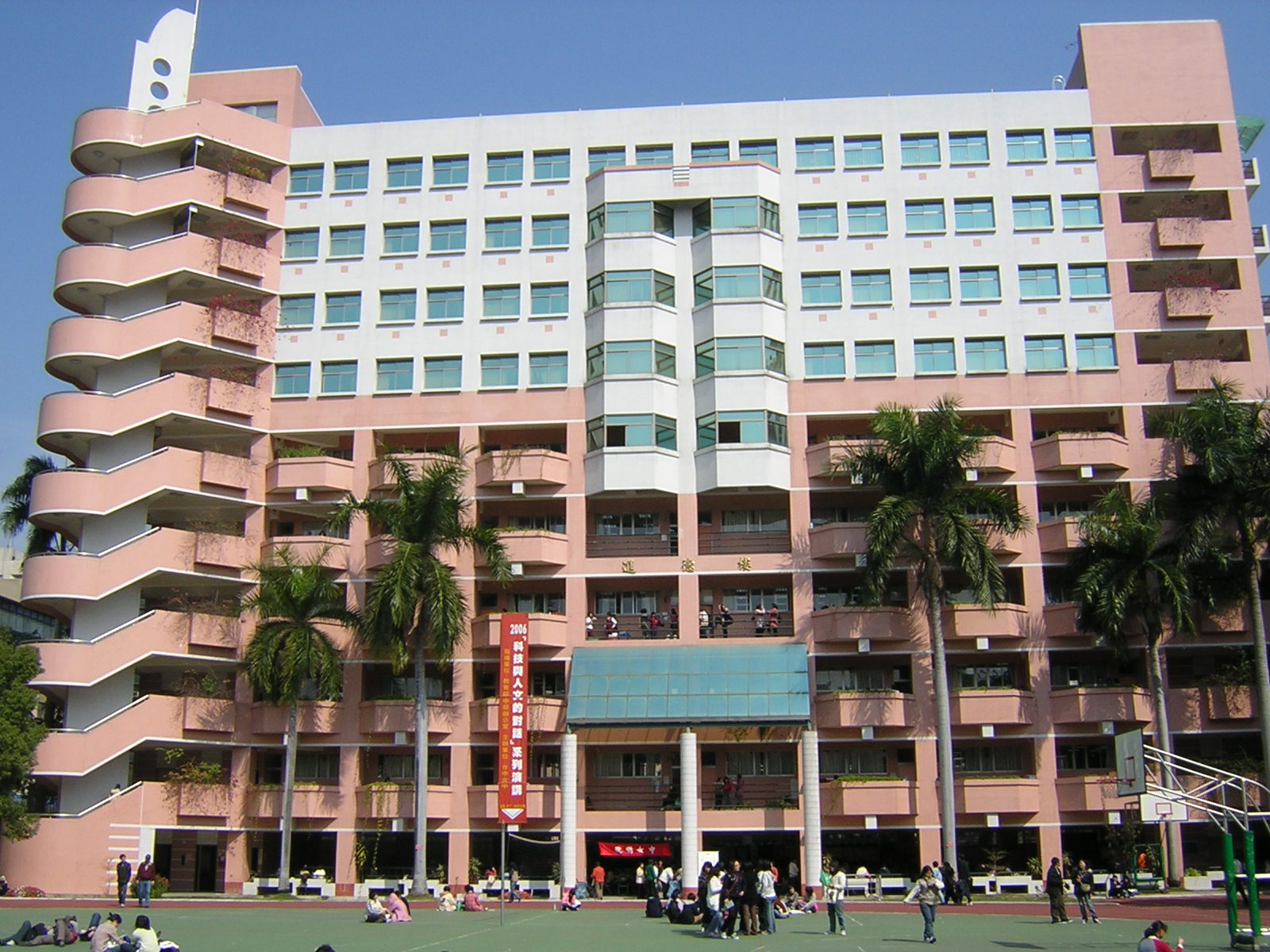
臺中女中進德樓

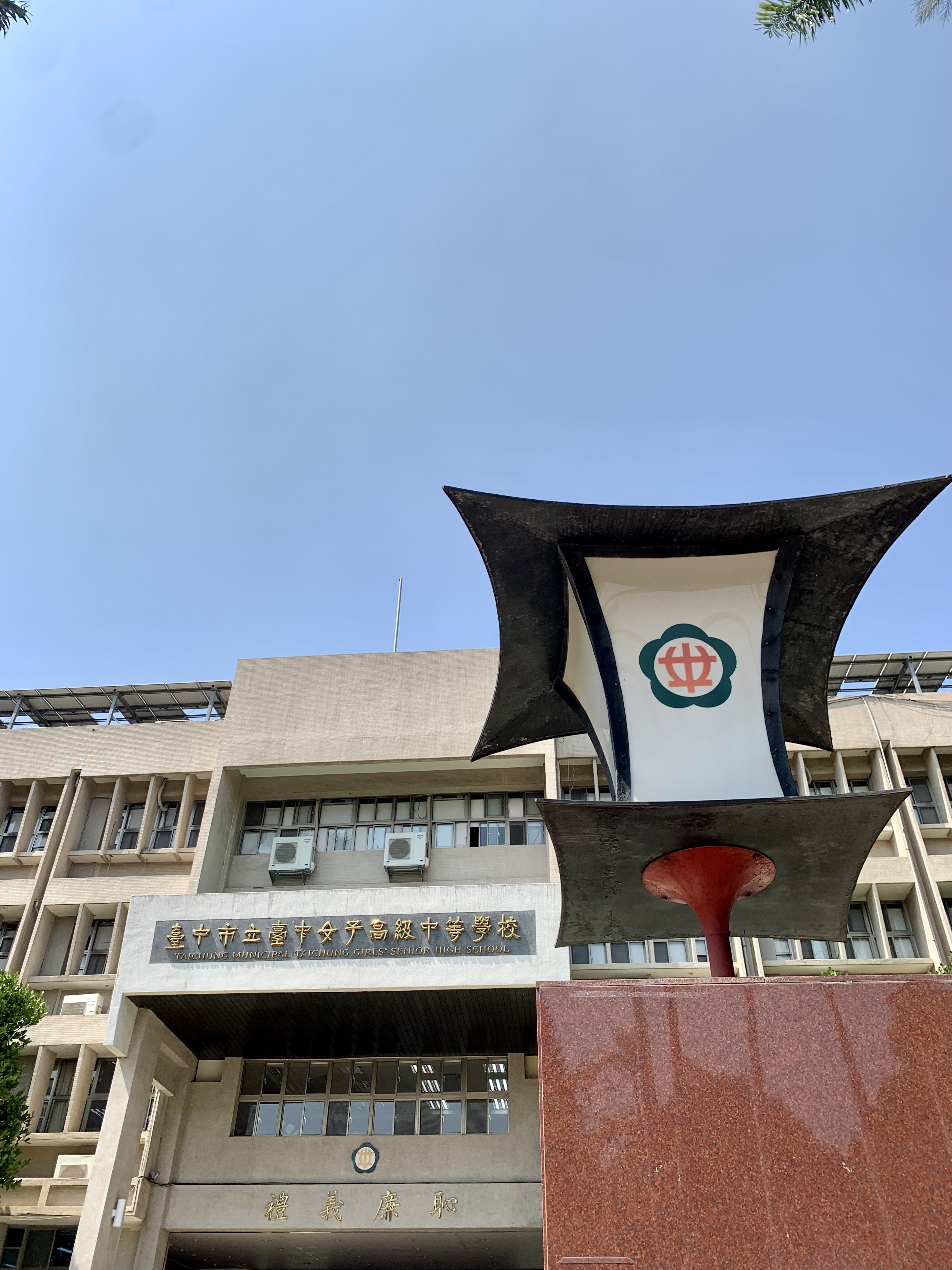
臺中女中校門口宮燈

12. 洪幼齡：2019年8月1日－現任

## 外部連結
- 臺中市立臺中女子高級中等學校 （页面存档备份，存于）
- 臺中女中校友會 （页面存档备份，存于）
- 過去與現在－台中女中歷史照片 （页面存档备份，存于）